# Dar Afailal
Dar Afailal (Casa de Afailal) es una casa histórica situada en la Medina de Tetuán.
La casa es clasificada como patrimonio nacional marroquí y a Medina es clasificada como patrimonio mundial de la UNESCO.

## Historia
Dar Afailal fue construida en los últimos años del siglo XIX por uno de los hijos del sabio y poeta Mfedal Afailal.

## Arquitectura
Dar Afailal tiene un patio central sin pilares. La puerta principal tiene un dibujo de una granada, que fue un símbolo significativo de las casas de las familias de origen de Garanada en la ciudad de Tetuán.